# 7203 Sigeki
7203 Sigeki eller 1995 DG2 är en asteroid i huvudbältet som upptäcktes den 27 februari 1995 av den japanska astronomen Satoru Otomo i Kiyosato. Den är uppkallad efter Sigeki Horiuchi.
Asteroiden har en diameter på ungefär 6 kilometer.